# Communauté de communes des Coteaux Sézannais
Die Communauté de communes des Coteaux Sézannais war ein französischer Gemeindeverband mit der Rechtsform einer Communauté de communes im Département Marne in der Region Grand Est. Sie wurde am 31. Dezember 2001 gegründet und umfasste 23 Gemeinden. Der Verwaltungssitz befand sich im Ort Sézanne.

## Historische Entwicklung
Am 1. Januar 2017 wurde der Gemeindeverband mit den Communautés de communes Portes de Champagne und Pays d’Anglure zur neuen Communauté de communes de Sézanne-Sud Ouest Marnais zusammengeschlossen.

## Ehemalige Mitgliedsgemeinden
1. Allemant
2. Barbonne-Fayel
3. Broussy-le-Petit
4. Broyes
5. Chichey
6. Fontaine-Denis-Nuisy
7. Gaye
8. Lachy
9. Linthelles
10. Linthes
11. Le Meix-Saint-Epoing
12. Mœurs-Verdey
13. Mondement-Montgivroux
14. Oyes
15. Péas
16. Queudes
17. Reuves
18. Saint-Loup
19. Saint-Remy-sous-Broyes
20. Saudoy
21. Sézanne
22. Villeneuve-Saint-Vistre-et-Villevotte
23. Vindey